# 사우스웨스트 항공 1380편 엔진 폭발 사고
사우스웨스트 항공 1380편 엔진 폭발 사고(영어: Southwest Airlines Flight 1380)는 2018년 4월 17일 사우스웨스트 항공 뉴욕의 라과디아 공항에서 댈러스의 댈러스 러브 필드로 가던 도중 엔진이 폭발하는 사고가 발생하였다. 펜실베이니아 주 상공을 비행 중 엔진이 폭발하였다. 기내에서 갑자기 감압이 발생하여 11시 20분경에 필라델피아 국제공항에 비상 착륙을 했다.
미국 연방 교통 안전 위원회 (NTSB)는 엔진이 폭발했다고 발표하였다. NTSB에 의해 확인된 사망자는 1명이다.

## 같이 보기
- 영국항공 5390편 사고
- 콴타스 항공 32편 엔진 폭발 사고